# Беково (Сладковський район)
Бе́ково (рос. Беково) — село у складі Сладковського району Тюменської області, Росія.
Населення — 73 особи (2010, 94 у 2002).
Національний склад станом на 2002 рік:
- росіяни — 95 %